# Piper subflavum
Piper subflavum är en pepparväxtart som beskrevs av C. Dc.. Piper subflavum ingår i släktet Piper och familjen pepparväxter. Inga underarter finns listade i Catalogue of Life.